# Lifan 630

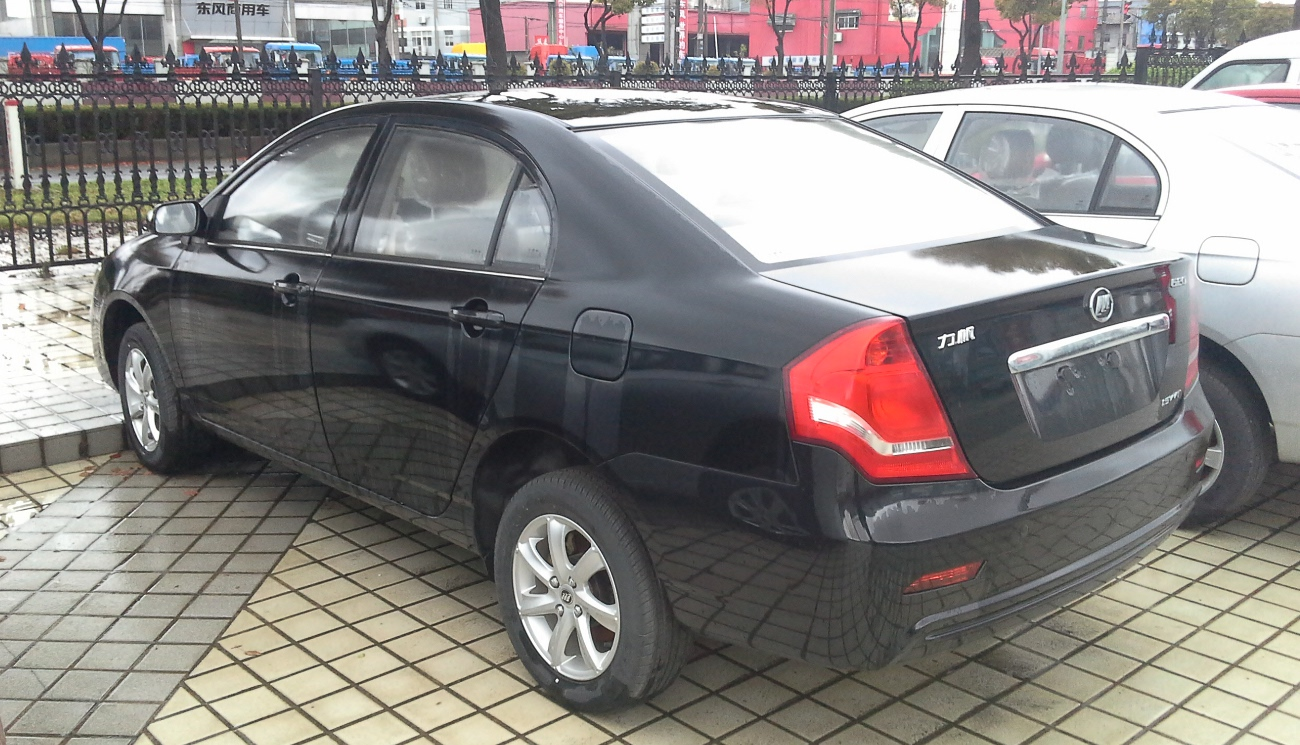
Heckansicht

Der Lifan 630 ist eine seit 2012 gebaute Limousine des chinesischen Automobilherstellers Lifan. Das Fahrzeug ist der Nachfolger des 2009 erschienenen Lifan 620, der aber parallel weiter gebaut wird. In anderen Ländern wird das Fahrzeug unter dem Namen Lifan Solano verkauft. In Deutschland ist es nicht erhältlich.
Die Limousine wird von einem 1,5 Liter großen oder einen 1,8-Liter-Vierzylindermotor angetrieben.

## Technische Daten
|                                             | 1.5VVT                 | 1.8VVT                |
| Bauzeitraum                                 | 2012–2016              | 2012–2016             |
| Motorkenndaten                              |                        |                       |
| Motortyp                                    | R4-Ottomotor           | R4-Ottomotor          |
| Hubraum                                     | 1498 cm³               | 1794 cm³              |
| max. Leistung bei min−1                     | 76 kW (103 PS) / 6000  | 98 kW (133 PS) / 6000 |
| max. Drehmoment bei min−1                   | 133 Nm / 3500–4500     | 168 Nm / 4200         |
| Kraftübertragung                            |                        |                       |
| Antrieb                                     | Vorderradantrieb       | Vorderradantrieb      |
| Getriebe, serienmäßig                       | 5-Gang-Schaltgetriebe  | 5-Gang-Schaltgetriebe |
| Getriebe, optional                          | (Stufenloses Getriebe) | —                     |
| Messwerte                                   |                        |                       |
| Höchstgeschwindigkeit                       | 170 km/h               | 200 km/h              |
| Beschleunigung, 0–100 km/h                  | 15,5 s                 | 13,8 s                |
| Kraftstoffverbrauch auf 100 km (kombiniert) | 7,5 l Super            | 8,4 l Super           |
| Tankinhalt                                  | 58 l                   | 58 l                  |